# Засекречене місто
«Засекречене місто» (рос. «Засекреченный город») — радянський художній фільм режисера  Михайла Юзовського, що вийшов у 1974 році на  Кіностудії ім. М. Горького ( Ялтинська філія).

## Сюжет
Дія фільму відбувається в піонерському таборі на березі Чорного моря. Перед початком традиційної військової гри виявляється пропажа піонерського горна. У пошуки включається весь піонерський табір. І поки хлопці шукають пропажу, вони сваряться, миряться і переживають усілякі пригоди.

## У ролях
- Сергій Якунін —  Андрій Бєлов, піонер-сурмач
- Андрійко Купріянов —  Боря Соколов
- Іра Нарбекова —  Ксюша, піонерка
- Таня Грішина —  піонерка
- Саша Назаров —  Петро Васнецов («Квас»), піонер, який грає на гітарі
- Евальдас Мікалюнас —  Саша, піонер-шахіст
- Марина Дюжева - піонервожата
- Андрійко Галієв —  Жорка
- Володя Коровін —  Васька
- Сергій Цирюльников —  Альошка
- Оля Шведова —  Катя, внучка Іраїди Іванівни
- Олексій Смирнов —  шофер вантажівки
- Олексій Горизонтов —  кухар піонерського табору
- Микола Горлов —  старий прикордонник
- Владислав Ковальков —  водій автобуса
- Сергій Гурзо —  піонервожатий
- Ірина Санпітер —  пионервожата
- Тамара Логінова —  Іраїда Іванівна, начальник піонерського табору
- Марина Кукушкіна —  пионервожата
- Ігор Озеров —  Владлен Степанович, фізрук піонерського табору
- Дмитро Барков —  Михайло Соколов, батько Бориса Соколова, майстер у взуттєвій майстерні
- Мітя Юзовський —  Мітька, молодший брат Андрія Бєлова

## Знімальна група
- Автор сценарію:  Андрій Кучаєв
- Режисер-постановник:  Михайло Юзовський
- Оператор-постановник:  Віталій Гришин
- Художник-постановник:  Альфред Таланцев
- Звукорежисер: Микола Шарий
- Композитор:  Володимир Дашкевич